# Die Flummel
Die Flummel (Originaltitel: Extinct) ist ein US-amerikanisch-kanadisch-chinesischer Animationsfilm von David Silverman. Er wurde am 19. November 2021 weltweit auf Netflix veröffentlicht.

## Handlung
Auf den Galapagosinseln leben im Jahr 1835 Flummels – pelzige Kreaturen, die mit ihrer Körperform und einem Loch in der Mitte vom Aussehen her einem Donut ähneln. Die Flummel-Geschwister Op und Ed zerstören durch einige Missgeschicke das große Blumenfestival und fallen auf der Suche nach den schönsten Blüten der Insel in eine magische Blume, die sie ins Shanghai der Zukunft bringt. Dort begegnen sie dem Hund Clarance, der sie in ein Museum bringt, in dem die Flummels als ausgestorbene Art ausgestellt sind.
Er berichtet ihnen von einem Vulkanausbruch, der alle Flummels ausgelöscht hat, und möchte ihnen helfen, das zu verhindern. Clarance erzählt den Geschwistern, dass sein Herrchen, der Wissenschaftler Dr. Chung und Entdecker der Zeitblumen, auf seinen Reisen durch die Zeit verschollen ist. Er bringt sie in das sogenannte Zeitterminal, von dem man mithilfe von Zeitblumen-Samen an die unterschiedlichsten Orte zu den unterschiedlichsten Zeiten reisen kann. Op und Ed nehmen sich vor, ihr Volk vor dem Vulkanausbruch und somit vor der Auslöschung zu bewahren. Im Zeitterminal treffen sie auf die vier „Aussterblichen“ Dotti (Dodo), Burnie (Tasmanischer Tiger), Alma (Meridiungulata) und Hoss (Triceratops). Sie sind eigentlich schon ausgestorbene Tiere, die von Dr. Chung dorthin gebracht wurden, damit sie sich in einem zeitlosen Raum befinden, in dem sie nicht mehr aussterben können. Op, Ed und Clarance reisen zurück nach 1835, um die Flummels vor dem Vulkan zu warnen. Die glauben der Geschichte nicht und wollen die Insel nicht verlassen.
Clarance entpuppt sich unterdessen als der, der für die Auslöschung der Flummel verantwortlich ist. Er wurde als kleiner Hund in einem Tierheim abgegeben, weil Charles Darwin die Flummel 1835 entdeckt und als Haustiere mitgebracht hatte, weshalb sich die Menschen nicht mehr für Hunde interessierten. Clarance wurde nach langer Zeit im Tierheim von Dr. Chung adoptiert und erlebte seine Zeitreisen mit. Als Chung sich dann auch ein Flummel als Haustier zulegen wollte, wurde Clarance eifersüchtig, stieß sein Herrchen in ein Zeitportal, zerstörte den Samen, reiste nach 1835 und löschte die Flummel mit einer Bombe aus. Hinter diese Geschichte kommen auch die Aussterblichen, die es daraufhin fertigbringen, Dr. Chung aus seinem Zeitverlies zu retten und mit ihm zusammen Clarence aufzuhalten. Op und Ed, die ihre Spezies so vor dem Aussterben bewahrt haben, werden von allen Flummels gefeiert und ihnen wird das Blumenfestival gewidmet.

## Synchronisation
Die deutschsprachige Synchronfassung entstand bei der TV+Synchron in Berlin nach einem Dialogbuch von Sven Plate und unter der Dialogregie von Michael Pan.
| Figur     | Originalsprecher    | Deutscher Sprecher |
| --------- | ------------------- | ------------------ |
| Ed        | Adam Devine         | Christian Zeiger   |
| Op        | Rachel Bloom        | Marieke Oeffinger  |
| Hoss      | Reggie Watts        | Dirk Stollberg     |
| Mali      | Alex Borstein       | Daniela Hoffmann   |
| Wally     | Richard Kind        | Michael Pan        |
| Clarence  | Ken Jeong           | Axel Malzacher     |
| Burnie    | Jimm Jefferies      | Michael Iwannek    |
| Dottie    | Zazie Beetz         | Magdalena Turba    |
| Alma      | Catherine O’Hara    | Christin Marquitan |
| Jepson    | Henry Winkler       | Gerrit Schmidt-Foß |
| Dr. Chung | Benedict Wong       | Rainer Fritzsche   |
| Bo        | Sydney Malmberg Liu | Julia Bautz        |
| Bombe     | Terry Gross         | Daniela Hoffmann   |

## Kritik
Oliver Armknecht, Chefredakteur bei film-rezensionen.de, gibt dem Film 5 von 10 Punkten und beschreibt Die Flummel als einen „netten  Animationsfilm“ rund um eigenwillige Kringelwesen, die durch die Zeit reisen, um die eigene Spezies zu retten. „Ein paar gute Ideen“ seien schon dabei, der Film sei insgesamt aber „zu unentschlossen“. An „vielen Stellen“ merke man zudem, dass „da einfach nicht genug Geld zur Verfügung stand“.